# Тройное представительство
Тройно́е представи́тельство или концепция «трёх представительств» (кит. трад. 三個代表, упр. 三个代表, пиньинь sān gè dàibiǎo, палл. сань гэ дайбяо) — идея, сформулированная на XVI съезде КПК (ноябрь 2002 года) в докладе Цзян Цзэминя.
КПК, согласно новой концепции, должна представлять интересы развития передовых производительных сил, передовой китайской культуры, коренные интересы самых широких слоёв китайского населения. Таким образом, даже на идеологическом уровне Компартия Китая из партии, выражающей интересы трудового населения, стала партией, представляющей интересы «широких слоёв» трудового населения. Данная концепция открыла дорогу для вступления в Компартию представителей и средней, и крупной буржуазии.
Впервые концепция «трёх представительств» была обнародована 25 февраля 2000 года в выступлении Цзян Цзэминя во время инспекционной поездки в провинцию Гуандун. Дальнейшее развитие получила в его докладе по случаю 80-летия КПК 1 июля 2001 года. Близкая по смыслу идея о перерастании государства диктатуры пролетариата в общенародное государство была сформулирована в Программе КПСС 1961 года. Позже она была отражена в новой Конституции СССР, принятой в 1977 году.